# Fenbutrazate
Fenbutrazate (INN), còn được gọi là phenbutrazate (BAN), là một psychostimulant sử dụng như một cảm giác thèm ăn dưới tên thương mại Cafilon, Phim, và Sabacid ở châu Âu, Nhật Bản, và Hồng Kông. Nó là một dẫn xuất của phenmetrazine và có thể hoạt động như một tiền chất của nó tương tự như phendimetrazine.